# 小川博文
小川 博文（おがわ ひろふみ、1967年3月6日 - ）は、千葉県館山市出身の元プロ野球選手（内野手）、プロ野球指導者。野球解説者。ソウルオリンピック野球の銀メダリスト。
現在はオリックス・バファローズ傘下のジュニアチームの監督を務める。

## 経歴

### アマチュア時代
中学生までは館山市で軟式野球をしており、1982年に当時の顧問の勧めで創立5年目の拓大紅陵高に進学（2学年後輩には飯田哲也と佐藤幸彦がいた）。当初は硬式野球経験のあるシニアリーグ出身者に遅れを取ったが、監督小枝守の下で厳しい練習に取り組み二塁手として成長。2年夏にはレギュラーの1番打者となり、秋からは3番打者を務めるようになった。同年秋の関東大会では大島公一らを擁する法政二高と準々決勝で対戦し、サヨナラタイムリーを放ち、ベスト4に進み、同校初の全国大会となる第56回選抜大会への出場を決めている。
選抜大会では初戦の対智弁学園戦で3ランホームランを放つなど3安打4打点の活躍を見せ、二回戦では再び法政二高を破った。準々決勝ではKKコンビを擁するPL学園と対戦し、桑田真澄に3打数無安打2三振と抑えられ、チームも完封負けを喫している。3年夏の第66回全国選手権大会にも出場し、大会前には優勝候補の一角に挙げられた。しかし初戦の対鹿児島商工戦で増永祐一に4打数無安打に抑えられ、5対0で敗れている。
野球部部長の川俣幸一の勧めもあり、高校卒業後は社会人野球へ進むことを決断。複数の企業からオファーがあったが、次期監督の石山建一自らが来校したプリンスホテルに進んでいる。3年目の1987年には都市対抗と日本選手権でともに2本塁打を放つなど三番打者として活躍し、初の社会人ベストナインに二塁手として選出された。翌1988年にはソウルオリンピック日本代表に同僚の石井丈裕や中島輝士とともに選出され、二塁手として全試合に先発出場している。予選リーグでは七番、準決勝と決勝では六番打者を務め、チーム3位の打率.368と同1位の2盗塁の成績を残し、堅守と広角打法でチームを支えた。また、決勝戦ではジム・アボットから先制点に繋がる二塁打を放っている。
社会人の4年間で通算打率.430、50本塁打を記録し、1988年度ドラフト会議にてオリックス・ブレーブスから2位指名を受け、入団。契約金、年俸はそれぞれ5,800万円、720万円（推定）だった。

### 現役時代
1989年はキャンプで遊撃手にコンバートされ、弓岡敬二郎や山越吉洋とポジションを争った。身体能力の高さやパンチ力のある打撃を監督の上田利治に評価されて近鉄との開幕戦に9番・遊撃手として先発出場を果たす。同年は114試合に先発し、規定打席には届かなかったもののレギュラーの座を勝ち取っている。
1991年は全試合に出場し、自己最多の135安打を放つなど活躍し、オールスターゲームにも第2戦の1打席のみながら初出場を果たす。同年は初のベストナインに遊撃手として選出され、1,300万円増の年俸3,400万円で契約を更改した。一方でオフには大物ルーキーとして期待された田口壮や土井正三監督の評価が高い勝呂壽統が加入し、遊撃手のポジション争いは激化した。
1992年は開幕戦こそ田口にスタメン遊撃手の座を奪われたが翌日の第2戦を含め94試合に遊撃手としてスタメンで出場し、レギュラーの座を守った。また2年連続でオールスターゲームに監督推薦で出場し、第2戦では初の先発出場を果たし、2打点を挙げている。
1993年は松永浩美が移籍したこともあり、6月頃から三塁手として起用されることが多くなった。
同年のシーズンオフ、監督に仰木彬が就任。
1994年は初の打率3割を達成し、シーズン後半には3番を務めた。この年も三塁手として起用されることがもっとも多かったが、ベストナインでは三塁手として0票であり、遊撃手として50票を集めるも1票差で広瀬哲朗に競り負ける。
1995年は1月17日の阪神・淡路大震災で被災し、オリックス選手会とイチローからの義援金計400万円を酒井勉とともに1月23日に神戸市役所に届けている。シーズンに入ると6月8日の対日本ハムファイターズ戦で正二塁手の福良淳一が右ひざ十字靱帯を断裂し、翌日から主に二塁手を任されるようになった。同年の日本シリーズでは福良の復帰もあり、全試合に遊撃手として先発出場した。第4戦の9回に完封勝利目前の川崎憲次郎から同点本塁打を放ち、小林の14球を経てチームが勝利している。
1996年のシーズン前半はコンパクトなスイングや右打ちを狙って不振に陥り、出場機会が減少。しかしヘッドコーチの中西太の助言などで自分のバッティングを取り戻し、7月31日の対西武ライオンズ戦では横田久則から7年ぶりの満塁本塁打を放っている。読売ジャイアンツとの日本シリーズでは第3戦でバルビーノ・ガルベスを1回1/3で降板に追い込む2点タイムリーツーベースを放ち、第5戦でも西山一宇からダメ押しとなる2点タイムリーツーベースを放っている。レギュラーシーズンでは規定打席に到達しなかったが、同年のシーズンオフには1,000万円増の年俸7,200万円（推定）で契約を更改した。
1997年にはFA権を取得したが、行使せずオリックスに残留。
1999年にはプロ野球史上5人目となる全打順本塁打を達成。同年のシーズンオフには700万円増の年俸6,400万円で契約を更改した。
2000年シーズンオフに進藤達哉・戸叶尚・新井潔との交換トレードで、前田和之・杉本友と共に横浜ベイスターズへ移籍。11月12日に入団発表が行なわれ、ロバート・ローズの付けていた背番号23を引き継いだ。このトレードにあたっては監督の森祇晶からの強い誘いもあり、移籍の事前打診を快諾している。
2001年は進藤に代わる三塁手のレギュラーを務め、自己最多の15本塁打を放つなど5番打者として活躍した。ゴールデングラブ賞の選考では岩村明憲に次ぐ第2位の票を集めている。
2002年は新外国人マイク・グランの入団もあって二塁手や一塁手としてのスタメン出場も増えるなど起用が安定しなかった。グランが不振に陥ったことで三塁へ戻るなどの負担もあり、出場数も本塁打数も落としてしまったが便利屋として貴重な働きをした。
2003年シーズンオフにはオリックスへのトレードが内定していたが、伊原春樹の監督就任に伴う方針転換などで破談となった。この経緯について11月にオリックスGMの中村勝広がベイスターズに謝罪している。また、契約更改では年俸が野球協約の上限となる25％（1,750万円）減の5,250万円（推定）となった。
2004年は残り94本となった通算1500本安打を目指したが、一度も一軍に呼ばれることなく9月に戦力外通告を受けた。気力、体力ともにまだ自信がありこのまま引退しては悔いが残ると、現役続行に強い意欲を示し、西武ドームでの12球団合同トライアウトに参加したが、同年限りで現役を引退した。

### 現役引退後
2005年、古巣のオリックス・バファローズの球団本部育成担当に就任、野球教室の講師などを務めた。
2008年にサーパスの育成コーチ兼野手コーチ補佐に就任。6月には監督のテリー・コリンズの辞任に伴って一軍内野守備走塁コーチに昇格、シーズン終了後まで同職を務めた。
2009年にフロント入りし、一度コーチ職を離れる。
2010年に二軍打撃コーチに就任、2年ぶりに現場復帰し、2011年8月26日付で打撃低迷の責任を取り、辞任した正田耕三の後任として一軍打撃コーチに昇格。
2012年も再び一軍打撃コーチを務めたがチーム打率、得点共にリーグ最下位に低迷。
2013年は育成担当インストラクターを務め、再びコーチ職を離れた。
2014年より、一軍打撃コーチへ三度復帰した。
2015年10月3日に来年度の契約更新を行わない旨を通告された。
2016年からもう一つの古巣である横浜DeNAベイスターズの一軍打撃コーチに就任することが発表された。
2018年シーズン終了後に退団。
2019年からはオリックスOBとしてJ SPORTSの野球解説者として活動する傍ら、古巣オリックス・バファローズのジュニアチームで監督を務めている。
2025年から活動を開始するサムティの硬式野球部初代監督に就任する。

## 選手としての特徴

### 打撃
手首が強く、グリップ一杯にバットを長く持つスイングで比較的小柄ながらも長打力に定評があった。一方でこの打撃フォームは投球に対して振り遅れやすくなるという指摘をプロ入り直後から受け、リーグ優勝を達成して注目を浴びた1995年頃にもコンパクトなスイングで繋ぐ打撃を目指すべきと批判を受けた。一方、オリックス時代に打撃コーチだった中西太は、シンプルに自分のスイングをすれば良いというスタンスで指導していた。
小川自身は配球は読まず構えにもこだわらず、ボールが来て瞬間に打てると感じたらバットを振り、タイミングが合わなければスイングしないという打撃理論を持っていた。様々な打順で起用され、プロでは全打順本塁打の記録も達成したが、打順によって打席での考えが変わることは全くなかったという。

### 走塁
プロ入り時点でベース一周13秒7、100メートル走のタイムは11秒6と俊足には定評があった。1990年には22盗塁を記録している。

### その他
1998年頃から打撃の衝撃を抑えるためにマウスピースを使用していた。当時は下の歯にテンプレートを装着する選手はいたものの、マウスピースを装着するプロ野球選手は一人だけだったという。知り合いの歯科医の勧めがきっかけで使い始め、インパクト時の強い力で奥歯の部分だけ穴が開くため1ヶ月ごとにオーダーメイドの新品に取り替え、予備も2、3個用意していた。応援歌はサイボーグ009のオープニングテーマだった。

## 詳細情報

### 年度別打撃成績
| 年 度      | 球 団      | 試 合 | 打 席 | 打 数 | 得 点 | 安 打 | 二 塁 打 | 三 塁 打 | 本 塁 打 | 塁 打 | 打 点 | 盗 塁 | 盗 塁 死 | 犠 打 | 犠 飛 | 四 球 | 敬 遠 | 死 球 | 三 振 | 併 殺 打 | 打 率 | 出 塁 率 | 長 打 率 | O P S |
| ---------- | ---------- | ----- | ----- | ----- | ----- | ----- | -------- | -------- | -------- | ----- | ----- | ----- | -------- | ----- | ----- | ----- | ----- | ----- | ----- | -------- | ----- | -------- | -------- | ----- |
| 1989       | オリックス | 115   | 391   | 344   | 36    | 85    | 11       | 4        | 5        | 119   | 32    | 7     | 6        | 24    | 2     | 20    | 0     | 1     | 44    | 7        | .247  | .289     | .346     | .635  |
| 1990       | オリックス | 125   | 436   | 385   | 43    | 100   | 13       | 1        | 5        | 130   | 41    | 22    | 7        | 14    | 2     | 33    | 0     | 2     | 84    | 10       | .260  | .320     | .338     | .658  |
| 1991       | オリックス | 130   | 571   | 495   | 57    | 135   | 24       | 2        | 5        | 178   | 48    | 8     | 6        | 28    | 6     | 42    | 0     | 0     | 57    | 12       | .273  | .326     | .360     | .686  |
| 1992       | オリックス | 103   | 396   | 344   | 39    | 100   | 23       | 1        | 3        | 134   | 38    | 3     | 1        | 24    | 5     | 20    | 1     | 3     | 54    | 8        | .291  | .331     | .390     | .720  |
| 1993       | オリックス | 125   | 465   | 414   | 36    | 106   | 18       | 2        | 8        | 152   | 36    | 8     | 5        | 12    | 2     | 37    | 1     | 0     | 72    | 12       | .256  | .316     | .367     | .683  |
| 1994       | オリックス | 126   | 527   | 459   | 48    | 139   | 17       | 5        | 4        | 178   | 53    | 2     | 4        | 13    | 8     | 44    | 0     | 3     | 70    | 15       | .303  | .362     | .388     | .750  |
| 1995       | オリックス | 120   | 422   | 379   | 44    | 103   | 20       | 3        | 6        | 147   | 38    | 0     | 3        | 11    | 2     | 30    | 0     | 0     | 66    | 12       | .272  | .324     | .388     | .711  |
| 1996       | オリックス | 110   | 351   | 313   | 42    | 90    | 14       | 0        | 9        | 131   | 38    | 1     | 2        | 9     | 2     | 26    | 3     | 1     | 55    | 9        | .288  | .342     | .419     | .761  |
| 1997       | オリックス | 120   | 407   | 372   | 40    | 87    | 11       | 2        | 11       | 135   | 38    | 4     | 1        | 7     | 3     | 24    | 0     | 1     | 73    | 8        | .234  | .280     | .363     | .643  |
| 1998       | オリックス | 102   | 319   | 290   | 30    | 69    | 14       | 0        | 7        | 104   | 27    | 0     | 2        | 3     | 1     | 24    | 4     | 1     | 64    | 10       | .238  | .297     | .359     | .656  |
| 1999       | オリックス | 112   | 367   | 321   | 40    | 88    | 16       | 0        | 6        | 122   | 37    | 2     | 2        | 4     | 3     | 39    | 1     | 0     | 66    | 13       | .274  | .350     | .380     | .730  |
| 2000       | オリックス | 101   | 269   | 241   | 28    | 63    | 10       | 0        | 5        | 88    | 45    | 3     | 1        | 1     | 3     | 24    | 1     | 0     | 66    | 4        | .261  | .325     | .365     | .690  |
| 2001       | 横浜       | 131   | 496   | 420   | 48    | 111   | 16       | 0        | 15       | 172   | 65    | 3     | 2        | 10    | 9     | 57    | 2     | 0     | 100   | 13       | .264  | .346     | .410     | .755  |
| 2002       | 横浜       | 119   | 396   | 352   | 28    | 92    | 15       | 2        | 7        | 132   | 44    | 1     | 1        | 6     | 5     | 32    | 1     | 1     | 76    | 5        | .261  | .321     | .375     | .696  |
| 2003       | 横浜       | 81    | 160   | 147   | 15    | 38    | 3        | 0        | 4        | 53    | 17    | 0     | 1        | 2     | 1     | 9     | 1     | 1     | 26    | 5        | .259  | .304     | .361     | .664  |
| 通算：15年 | 通算：15年 | 1720  | 5973  | 5276  | 574   | 1406  | 225      | 22       | 100      | 1975  | 597   | 64    | 44       | 168   | 54    | 461   | 15    | 14    | 973   | 143      | .266  | .324     | .374     | .698  |

- 各年度の太字はリーグ最高

### 年度別守備成績
| 年 度 | 一塁  | 一塁  | 一塁  | 一塁  | 一塁  | 一塁     | 二塁  | 二塁  | 二塁  | 二塁  | 二塁  | 二塁     | 三塁  | 三塁  | 三塁  | 三塁  | 三塁  | 三塁     | 遊撃  | 遊撃  | 遊撃  | 遊撃  | 遊撃  | 遊撃     |
| 年 度 | 試 合 | 刺 殺 | 補 殺 | 失 策 | 併 殺 | 守 備 率 | 試 合 | 刺 殺 | 補 殺 | 失 策 | 併 殺 | 守 備 率 | 試 合 | 刺 殺 | 補 殺 | 失 策 | 併 殺 | 守 備 率 | 試 合 | 刺 殺 | 補 殺 | 失 策 | 併 殺 | 守 備 率 |
| ----- | ----- | ----- | ----- | ----- | ----- | -------- | ----- | ----- | ----- | ----- | ----- | -------- | ----- | ----- | ----- | ----- | ----- | -------- | ----- | ----- | ----- | ----- | ----- | -------- |
| 1992  | -     | -     | -     | -     | -     | -        | 10    | 19    | 31    | 0     | 3     | 1.000    | -     | -     | -     | -     | -     | -        | 92    | 136   | 242   | 5     | 56    | .987     |
| 1993  | -     | -     | -     | -     | -     | -        | 1     | 0     | 1     | 0     | 0     | 1.000    | 78    | 44    | 127   | 5     | 9     | .972     | 48    | 69    | 120   | 8     | 20    | .959     |
| 1994  | -     | -     | -     | -     | -     | -        | 14    | 15    | 26    | 0     | 4     | 1.000    | 79    | 57    | 130   | 6     | 18    | .969     | 51    | 66    | 101   | 2     | 25    | .988     |
| 1995  | 4     | 13    | 0     | 0     | 1     | 1.000    | 73    | 95    | 155   | 1     | 26    | .996     | 6     | 3     | 12    | 2     | 1     | .882     | 57    | 59    | 102   | 4     | 21    | .976     |
| 1996  | 6     | 20    | 0     | 0     | 4     | 1.000    | 4     | 5     | 3     | 1     | 2     | .889     | -     | -     | -     | -     | -     | -        | 101   | 116   | 221   | 9     | 42    | .974     |
| 1997  | 2     | 9     | 0     | 0     | 0     | 1.000    | 21    | 30    | 30    | 2     | 5     | .968     | -     | -     | -     | -     | -     | -        | 100   | 110   | 226   | 5     | 45    | .985     |
| 1998  | 11    | 31    | 1     | 0     | 2     | 1.000    | 6     | 7     | 8     | 0     | 1     | 1.000    | 1     | 0     | 0     | 0     | 0     | -        | 86    | 90    | 201   | 5     | 41    | .983     |
| 1999  | 11    | 68    | 6     | 1     | 4     | .987     | -     | -     | -     | -     | -     | -        | 11    | 2     | 10    | 2     | 0     | .857     | 81    | 91    | 181   | 7     | 32    | .975     |
| 2000  | 39    | 188   | 6     | 1     | 4     | .995     | 17    | 22    | 39    | 2     | 5     | .968     | 5     | 1     | 6     | 0     | 1     | 1.000    | 17    | 9     | 36    | 1     | 5     | .978     |
| 2001  | -     | -     | -     | -     | -     | -        | 7     | 10    | 15    | 0     | 5     | 1.000    | 123   | 84    | 208   | 9     | 11    | .970     | -     | -     | -     | -     | -     | -        |
| 2002  | 58    | 368   | 26    | 4     | 29    | .990     | 12    | 21    | 26    | 1     | 7     | .979     | 40    | 30    | 68    | 2     | 6     | .980     | -     | -     | -     | -     | -     | -        |
| 2003  | 2     | 3     | 0     | 0     | 0     | 1.000    | 10    | 14    | 19    | 0     | 0     | 1.000    | 25    | 14    | 31    | 3     | 1     | .938     | -     | -     | -     | -     | -     | -        |

### 表彰
- ベストナイン：1回（1991年）
- 千葉県知事賞（1988年） ※ソウル五輪野球（公開競技）日本代表メンバーとしての銀メダル獲得を称えて

### 記録
初記録
- 初出場・初先発出場：1989年4月9日、対近鉄バファローズ1回戦（藤井寺球場）、9番・遊撃手で先発出場
- 初安打・初打点：同上、7回表に阿波野秀幸から適時二塁打
- 初本塁打：1989年4月11日、対ロッテオリオンズ1回戦（川崎球場）、3回表に小川博からソロ
- 初盗塁：1989年4月16日、対日本ハムファイターズ2回戦（西宮球場）、4回裏に二盗（投手：津野浩、捕手：田村藤夫）

節目の記録
- 1000試合出場：1997年6月21日、対西武ライオンズ9回戦（札幌市円山球場）、10回表に遊撃手で出場 ※史上341人目
- 1000安打：1998年8月27日、対福岡ダイエーホークス24回戦（福岡ドーム）、9回表に長冨浩志から ※史上188人目
- 1500試合出場：2001年9月18日、対ヤクルトスワローズ23回戦（明治神宮野球場）、8回表にジョン・ズーバーの代打で出場 ※史上134人目
- 100本塁打：2003年7月31日、対阪神タイガース20回戦（阪神甲子園球場）、4回表に谷中真二から右越ソロ ※史上229人目

その他の記録
- 全打順本塁打：1999年6月3日、対福岡ダイエーホークス11回戦（グリーンスタジアム神戸）、1番・遊撃手で先発出場、5回裏に西村龍次から左越同点2ラン ※史上5人目[20][35]
- オールスターゲーム出場：3回（1991年、1992年、1994年）

### 背番号
- 23（1989年 - 2004年）
- 73（2008年）
- 83（2010年 - 2012年、2014年 - 2015年）
- 74（2016年 - 2018年）